# Der keusche Adam
Der keusche Adam (Verleihtitel in Deutschland auch Die Schwestern vom Gullnerhof) ist ein österreichischer Bauernschwank von 1950 unter der Regie von Karl Sztollar. Die Hauptrollen sind besetzt mit Gustav Waldau, Gretl Löwinger, Liesl Löwinger und Paul Löwinger. 
Das von Carla Gidt verfasste Drehbuch beruht auf dem gleichnamigen Bühnenwerk von Paul und Gretl Löwinger. 

## Handlung
Marei Gullner heiratet den jungen Mooshofbauern Stefan. Es ist ihre zweite Ehe, nachdem ihr erster Mann ihr schon früh genommen worden ist. Der nicht unvermögende Bauer Georg, der ebenfalls an Marei interessiert war, offenbart Stefan, dass der Gullnerbauer seinem Vater Geld gegeben habe, um seinen Hof schuldenfrei zu machen, da Stefan immer klargemacht hatte, dass er nur um Mareis Hand anhalte, wenn er der aus reichen Verhältnissen kommenden Tochter des Gullnerbauern ebenbürtig sei. Stefan reagiert verletzt und zornig auf diese Mitteilung und lässt Marei wissen, dass er zwar auf dem Papier ihr Mann sei, die Ehe aber nicht vollziehen werde. Marei, die ehrliche Gefühle für den jungen Bauern hat, zieht sich daraufhin enttäuscht und gekränkt ebenfalls zurück. 
Mareis Schwester Stasi hat Sorge, dass sie keinen Mann mehr abbekomme und beschließt, dem Schicksal nachzuhelfen. Sie gibt eine Annonce auf, in der sie einen Mann zum Heiraten sucht. Die ältlichen Fräulein Mena und Emerenz, die die Gutmütigkeit des einfach gestrickten Wanderburschen Adam ausnutzen, entdecken Stasis Anzeige, in der von einer ordentlichen Mitgift die Rede ist, und beschließen, dass Adam sich auf dem Hof vorstellen solle. Sie lassen den heiratsunwilligen Mann jedoch in dem Glauben, dass auf dem Hof ein Knecht gesucht werde. Adam läuft Stasi in die Arme und erzählt ihr, dass er auf die Annonce komme. Da sie glaubt, dass er von ihrer Heiratsanzeige spricht, sind die Verwechslungen und Verwicklungen vorprogrammiert. 
Da Georg weiterhin versucht, Zwietracht zwischen Marei und Stefan zu säen, um die junge Frau doch noch für sich zu gewinnen und immer wieder Verdächtigungen gegen Stefan gegenüber Marei erhebt, wird das Verhältnis der jungen Eheleute zusätzlich belastet. Die Annäherung, die sie immer wieder versuchen, weil sie sich stark zueinander hingezogen fühlen, wird so jedes Mal wieder unterbunden. Am Ende ist es Adam, der sowohl Stefan, als auch Marei aufklärt und dafür sorgt, dass aus beiden endlich ein wirkliches Paar wird. Auch Adam ist inzwischen nicht mehr abgeneigt, sich auf Stasi einzulassen.

## Produktionsnotizen, Veröffentlichung
Produziert wurde der Film von der Helios-Film GmbH (Wien), die Produktionsleitung hatte Carl Szokoll inne. Die künstlerische Oberleitung lag bei Paul Löwinger. Als Atelier diente das Studio in Wien-Sievering, die Außenaufnahmen entstanden in Sankt Ruprecht an der Raab.
Paul Löwinger singt in seiner Rolle als Knecht Adam Rosmarin und Jasmin .... Paul und Liesl Löwinger sind mit dem Lied Auf dem Berg  und im Tal zu hören außerdem erklingt das Lied Auf ein klein Bergerl mit Zithermusik. 
Uraufgeführt wurde Der keusche Adam am 16. November 1950 in Wien. Nachdem der Film von der FSK am 4. Januar 1951 einer Prüfung unterzogen worden war, kam er am 4. Januar 1951 als Erstaufführung in der Bundesrepublik Deutschland ins Kino.

## Kritik
Das Lexikon des internationalen Films, das bei der Zusammenfassung des Handlungsverlaufs nicht den im Film gezeigten Sachverhalt beschrieb, kritisierte: „Unbeholfen verfilmter Bauernschwank, albern, geistlos und entnervend langweilig.“